# Saitobaru

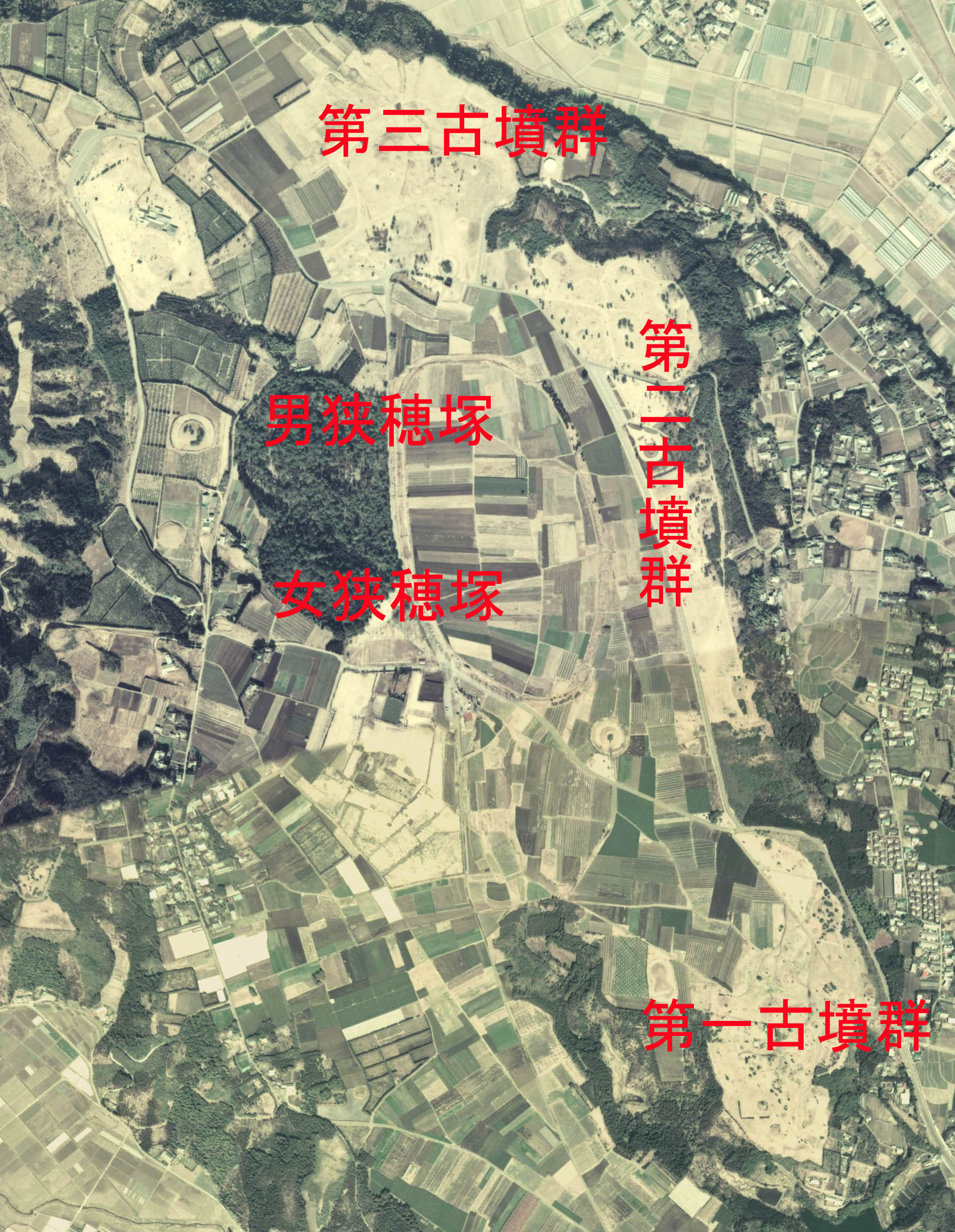
Photographie aérienne du Saitobaru

Saitobaru (saitoburo, 西都原) est un site historique classé de la préfecture de Miyazaki se situant dans la ville de Saito, au Japon. Il regroupe 311 tertres, de nombreux styles différents notamment des tertres funéraires.

## Nom
Avant l'époque d'Edo (1603-1868), le site de Saitobaru était appelé « Saito no haru » (litt. « plateau de Saito »), puis il prit son appellation actuelle de « Saitobaru ».

## Géographie
Le site de Saitobaru prend place sur un plateau, long d'environ deux kilomètres, d'est en ouest, et de quatre kilomètres, du nord au sud.

## Histoire
Le site a été construit entre le IIIe siècle et le VIIe siècle, par l'effort commun de sept chefs locaux.
Entre 1912 et 1917, une série d'excavations a permis de mettre au jour des vestiges, générant une source d'information importante sur le site. Encore aujourd'hui, le site fait l'objet de nombreuses recherches dans le but de mieux comprendre comment le site s'est construit au cours du temps.

### Chronologie
- 29 mars 1952  : Saitobaru devient un site historique national reconnu par le gouvernement.
- 1er septembre 1958 : Saitobaru et les Gorges de Sugiyasu sont réunis pour former un parc de la préfecture.
- 17 novembre 1966 : le projet des collines Fuudoki (風土記の丘) commence, le projet a pour but de changer le site de Saitobaru en parc public.
- 16 octobre 1979 : l'empereur du Japon visite Saitobaru.

## Classification
Les différents tertres sont classés en plusieurs groupes :
- groupe 1 / Himi-zuka : composé de 91 tertres à l'extrême sud du site ;
- groupe 2 ;
- osaho-zuka / Mesaho-zuka ;
- tumulus Oni-no-Iwaya ;
- groupe de tombe Sakamoto-no-Ue ;
- autres groupes.